# إيتان فرايدلاندر
إيتان فرايدلاندر (بالعبرية: איתן פרידלנדר‏) هو سائق سباق إسرائيلي، ولد في 21 سبتمبر 1958.

## وصلات خارجية
- إيتان فرايدلاندر على موقع أوليمبيديا (الإنجليزية)